# Brachstadt

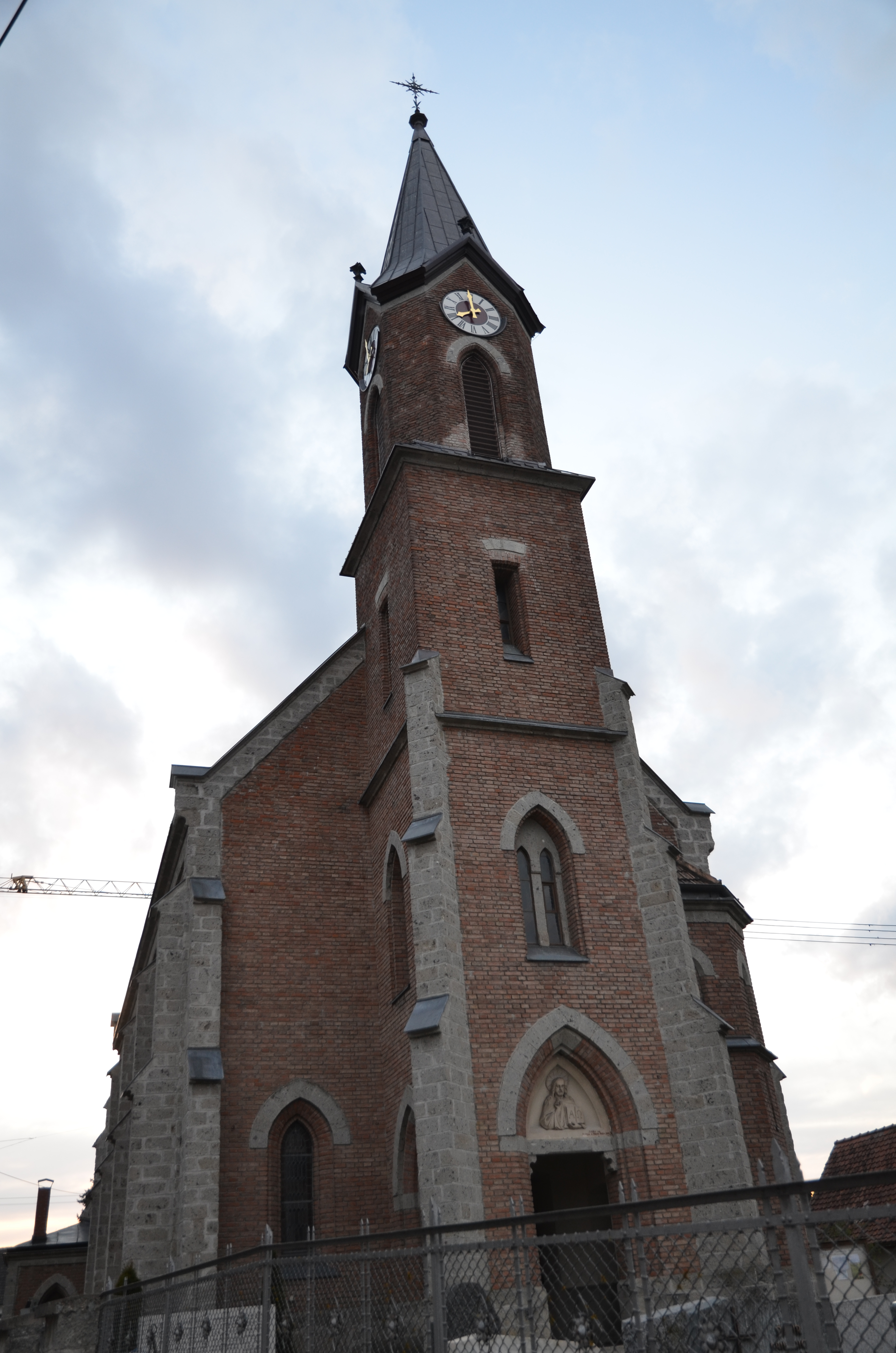
Evangelische Kirche in Brachstadt

Brachstadt ist ein Gemeindeteil der Gemeinde Tapfheim im Landkreis Donau-Ries (Regierungsbezirk Schwaben, Bayern) und eine Gemarkung.

## Geografie
Das Kirchdorf Brachstadt liegt im Tal der Kessel etwa zweieinhalb Kilometer nordwestlich von Tapfheim.
In der Gemarkung Brachstadt liegen die Tapfheimer Gemeindeteile Brachstadt und Abtsholzerhof. Sie hat eine Fläche von 906,56 Hektar und liegt vollständig auf dem Gemeindegebiet von Tapfheim.

## Geschichte
Die Gemeinde Brachstadt im Landkreis Donauwörth hatte die beiden Gemeindeteile Brachstadt und Abtsholzerhof und eine Fläche (1961) von 907,34 Hektar. Die Einwohnerzahl der Gemeinde lag im Jahr 1961 bei 340, davon 335 im Kirchdorf Brachstadt und 5 in der Einöde Abtsholzerhof. Sie wurde zum 1. Juli 1972 im Zuge der Gebietsreform in Bayern in die Gemeinde Tapfheim im Landkreis Donau-Ries eingegliedert.

## Religion
Die evangelische Pfarrei Maria Magdalena gehört zum Dekanat Donauwörth im Kirchenkreis Augsburg.
Die katholische Filialkirche gehört zur Pfarrei Sankt Peter in Tapfheim.

## Baudenkmäler
- Die evangelisch-lutherische Pfarrkirche St. Maria Magdalena ist ein neugotischer Backsteinbau aus dem Jahre 1895.

## Veranstaltungen
In Brachstadt findet seit 1977 das internationale Kesseltaler Autocross auf dem Kesseltalring statt. Der organisierende, 1970 gegründete Motor-Club-Kesseltal e.V. gehört zum Deutschen Motor Sport Bund.